# Волошка повстиста
Волошка повстиста, якщо не розглядати як окремі види, то до складу входять: волошка стиснута як Centaurea stricta, волошка сива як Centaurea cana, волошка донська як Centaurea tanaitica (Centaurea triumfettii) — вид рослин з родини айстрових (Asteraceae), поширений у Європі крім півночі та сходу та в західній Азії.

## Опис
Багаторічна рослина 10–70 см заввишки. Стебла прямостійні або коротко висхідні, прості чи бідно розгалужені вгорі. Сім'янки циліндричні; поверхня гладка чи легко смугаста, жовтувато-сіра. 2n=22, 44.

## Поширення
Поширений у Європі крім півночі та сходу та в західній Азії.